# 古大狐猴
古大狐猴（Archaeoindris）是已滅絕的狐猴，且是馬達加斯加最大的靈長目。牠們重約200公斤，頭高可達1.5公尺，較雄性大猩猩還要大。古大狐猴是古原狐猴科下4個屬之一，本科其他物種外型均類似於現今南美洲的樹懶。基於牠的重量，古大狐猴相信是陸上動物，而牠的四肢顯示適合緩慢及笨重的攀爬。

## 外部連結
- Mikko's Phylogeny archive
- Science Bulletin on Lemurs[永久]